# Washington Open 2010
Il Washington Open 2010, noto come Legg Mason Tennis Classic per motivi di sponsorizzazione, è stato un torneo di tennis giocato sul cemento. Era la 42ª edizione di questo torneo e faceva parte dell'ATP World Tour 500 series nell'ambito dell'ATP World Tour 2010. Il torneo si è svolto al William H.G. FitzGerald Tennis Center a Washington, D.C. negli USA, dal 1º agosto all'8 agosto 2010.
Sarà l'ultima edizione a partecipazione esclusivamente maschile, la stagione successiva si sarebbe giocata la 1ª edizione femminile e la 43ª maschile.

## Partecipanti

### Teste di serie
| Nazione         | Giocatore         | Ranking* | Testa di serie |
| --------------- | ----------------- | -------- | -------------- |
| Repubblica Ceca | Tomáš Berdych     | 8        | 1              |
| Stati Uniti     | Andy Roddick      | 9        | 2              |
| Spagna          | Fernando Verdasco | 10       | 3              |
| Croazia         | Marin Čilić       | 13       | 4              |
| Stati Uniti     | John Isner        | 19       | 5              |
| Stati Uniti     | Sam Querrey       | 20       | 6              |
| Svizzera        | Stan Wawrinka     | 24       | 7              |
| Cipro           | Marcos Baghdatis  | 26       | 8              |
| Lettonia        | Ernests Gulbis    | 28       | 9              |
| Repubblica Ceca | Radek Štěpánek    | 29       | 10             |
| Australia       | Lleyton Hewitt    | 30       | 11             |
| Francia         | Julien Benneteau  | 32       | 12             |
| Francia         | Gilles Simon      | 33       | 13             |
| Francia         | Michaël Llodra    | 34       | 14             |
| Stati Uniti     | Mardy Fish        | 35       | 15             |
| Kazakistan      | Andrej Golubev    | 37       | 16             |

- Teste di serie basate sul ranking al 26 luglio

### Altri partecipanti
I seguenti giocatori hanno ricevuto una wild card per il tabellone principale:
- James Blake
- David Nalbandian
- Fernando Verdasco
- Richard Gasquet

I seguenti giocatori sono passati dalle qualificazioni:

- Brian Dabul
- Kevin Kim
- Igor' Kunicyn
- Kei Nishikori
- Ryan Sweeting
- Grega Žemlja

## Campioni

### Singolare
David Nalbandian ha battuto in finale  Marcos Baghdatis con il punteggio di 6–2, 7–6(4)

### Doppio
Mardy Fish /  Mark Knowles hanno battuto in finale  Tomáš Berdych /  Radek Štěpánek con il punteggio di 4–6, 7–6(7), [10–7]